# Zygmunt Toeplitz

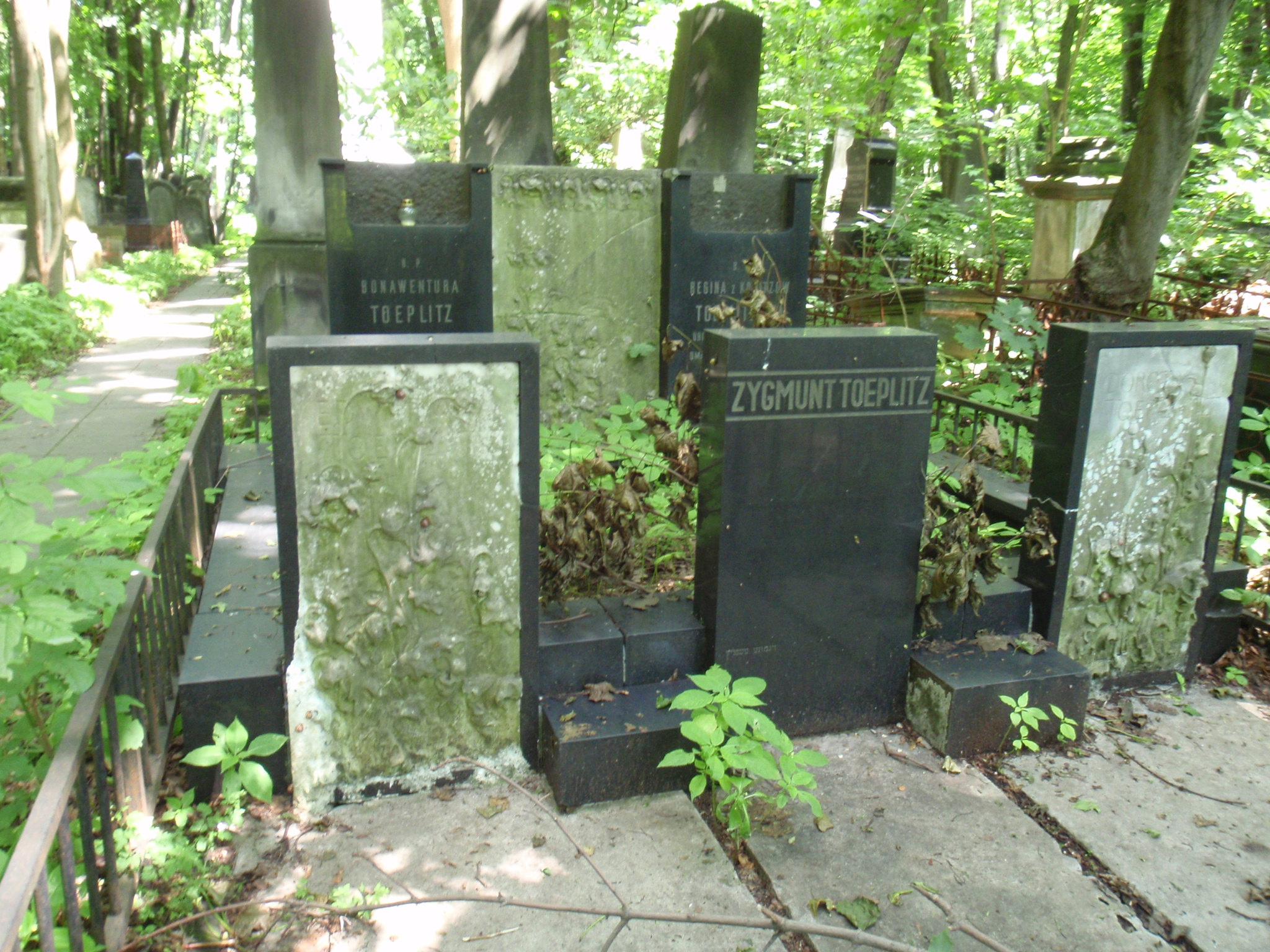
Grób Zygmunta Toeplitza (pierwszy rząd pośrodku) w kwaterze rodzinnej na cmentarzu żydowskim w Warszawie

Zygmunt Toeplitz (ur. 13 marca 1864, zm. 28 kwietnia 1934 w Warszawie) – polski przemysłowiec pochodzenia żydowskiego.

## Życiorys
Urodził się w żydowskiej rodzinie pochodzącej z Czech, dawniej osiadłej w Lesznie, która na przełomie XVIII i XIX wieku przeniosła się do Warszawy. Był jednym z jedenaściorga dzieci Bonawentury (1831–1905), bratem Teodora (1875–1937), wnukiem Teodora (1793–1838).
Był dyrektorem i prezesem rady nadzorczej Solvay SA w Rosji i Polsce, prezesem rady nadzorczej fabryki Poznańskiego w Łodzi, członkiem zarządu Fabryki Sztucznego Jedwabiu w Tomaszowie Mazowieckim.
Jest pochowany na cmentarzu żydowskim przy ulicy Okopowej w Warszawie (kwatera 40, rząd 11).

## Życie prywatne
Był dwukrotnie żonaty. Po raz pierwszy z Dorotą Hertz (1871–1907), z którą miał troje dzieci: Jana (ur. 1894), Hannę (ur. 1896) i Kazimierza (ur. 1902). Po raz drugi z Olgą, po mężu Poznańską.

## Ordery i odznaczenia
- Krzyż Komandorski Orderu Odrodzenia Polski (27 listopada 1929)[2]
- Złoty Krzyż Zasługi
- Order Korony (Belgia)